# Radio Trollhättan
Radio Trollhättan (Trollhättans Närradioförening - TNRF) är en närradiostation som sänder på frekvensen 90,6 MHz över Trollhättan. Stationen inledde sina sändningar 1982 och drivs som en traditionell föreningsradio med ett 20 olika sändande föreningar.

## Studio
Under de två första åren var studion belägen i Vita Villan på Österlånggatan för att därefter flyttas till Trollhättans vattentorn vid kommunhuset. När nya Folkets Hus/Kulturhuset stod klart år 1990 skedde en flytt till dess fjärde våning där de disponerade två studios. Under mars/april 2010 flyttade närradion ned till gatuplan i Folkets hus där två nya studios byggts upp. Flytten berodde på att Folkets hus byggde om två våningsplan för den nya hyresgästen Folkuniversitetet.

## Sändarbyte
Vid årsskiftet 2006/2007 flyttades sändaren från Teracoms mast till vattentornet i Skogshöjden. Flytten medförde dock ett kort avbrott då Radio Trollhättan inte fick sin nya sändare levererad innan kontraktet med den gamla leverantören löpte ut.

## Minnesvärda program
I ett antal år under 90-talet sändes flera ungdomsprogram på Radio Trollhättan. Lördagsblocket inleddes klockan 17 med TNT/Vision för att fortsätta med Feedback. Därefter sändes den senaste dansmusiken i Radio Techno House Club. Som avslutning på kvällen sändes Nissevågen, ett program av elever från Nils Ericssonsgymnasiet.
År 1997 var samtliga ovanstående program inte kvar i tablån och kvar på lördagskvällarna fanns då endast ett program, Radio XL. DSista programmet av Radio XL sändes 2001.

## Exempel på program som har sänds varje vecka i Radio Trollhättan
- "Jukeboxdax" med Åke "Jukebox" Johansson.
- "Real Country" med Brålanda Country Club.
- "Radio Come Back" från LO.
- "Radio Shalom" från finska Pingstkyrkan.
- "Majakka" - Svenska kyrkans finskspråkiga program.
- "Ringer Du - Spelar Vi" - önskeprogram från kyrkorna/frikyrkorna.
- "Kvällsandakter" från Svenska kyrkan/Frikyrkorna.
- "Fredagsmagasinet" från någon av kyrkorna/frikyrkorna i Trollhättan och Vargön.
- "Gudstjänst" från någon av kyrkorna/frikyrkorna i Trollhättan och Vargön.
- "ON THE ROCK" från Missionskyrkan och Svenska kyrkan.
- "Sött och Surt"
- "Radio Obama"
- "Vi vägrar att hålla tyst"
- "Hemkört"
- "Mitt i veckan"
- "Lika, Olika"
- "Skivor till lunch"
- "Billy och jag"
- "Månadens Väder"

## Exempel på program som sänds varje månad i Radio Trollhättan
- "Kommunfullmäktigesammanträdet" i Trollhättan.
- "Kommunfullmäktigesammanträdet" i Vänersborg.
- "Regionfullmäktigesammanträdet" i Västra Götalandsregionen. (Länkas vidare ut till regionens övriga närradiostationer.)

## Programledare genom åren
- Henric Björklund
- Maria Calmestrand
- Gunnar Carlzohn
- Håkan Deleskog
- Pär Duberg
- Arne Frick
- Tommy Götlind
- Paul Hylander
- Jonas Jakobsson
- Ulf Jansson
- Torbjörn Johansson
- Åke "Jukebox" Johansson
- Leif Josefsson
- Karl Järvelä
- Jonas Karlsson
- Peter Koskela
- Björn Lindahl
- Kristina Nadelius
- Tomas Nilsson
- Ulf Sundberg
- Robert Trei
- Karolina Dahl
- Erik Gustafsson
- Desirée Nöjd
- Andreas Börjesson
- Kim Stenberg
- Sanna Petersen
- Linda Dahl
- Glenn Hägg

## Tillståndsinnehavare
- Folkpartiet Liberalerna - Radio Liberal Trollhättan
- Föreningen Radio och Media i Trollhättan - FROMIT
- LO-facken i Trollhättan - Radio Comeback 90,6 MHz LO-facken i Trollhättan
- Pingstförsamlingen i Trollhättan - Radio Pingst Trollhättan
- Radio Älvfåran - Radio Älvfåran
- Radio Strömkarlen - Radio Strömkarlen
- Radio Slussen
- Trollhättans Ekumeniska Råd - Trollhättans Ekumeniska Råd (TER)
- Trollhättans församling - Kyrknytt från Svenska kyrkan i Trollhättan
- Trollhättans Närradioförening - Radio Trollhättan